# Dave Cunningham
David „Dave“ Cunningham (* 19. Oktober 1928 in Brunswick, Victoria; † 20. Oktober 2020 in Melbourne) war ein australischer Eishockeyspieler. 

## Karriere
Dave Cunningham nahm für die australische Nationalmannschaft an den Olympischen Winterspielen 1960 in Squaw Valley teil. Mit seinem Team belegte er den neunten und somit letzten Platz. Er selbst kam im Turnierverlauf in allen sechs Spielen seiner Mannschaft zum Einsatz und erzielte dabei vier Tore und zwei Vorlagen.  